# Christian Friedrich von Helmolt
Christian Friedrich von Helmolt (* 1721 in Kannawurf; † 21. Dezember 1779 ebenda) war kursächsischer Amtshauptmann im Thüringischen Kreis und Erb-, Lehn- und Gerichtsherr auf Kannawurf. 

## Leben
Er stammte aus dem Adelsgeschlecht von Helmolt und war der Sohn des Amtshauptmanns Friedrich August von Helmolt. Wie sein Vater schlug auch er die Beamtenlaufbahn ein, in der er im Kurfürstentum Sachsen bis zum Amtshauptmann befördert wurde.
Christian Friedrich von Helmolt hinterließ keine Söhne, sondern die beiden Töchter Charlotta Augusta von Berbisdorf und Christiane Friedericke von Helmolt, später verheiratete von Portzig, die nach dessen Tod sein Rittergut in Kannawurf erbten.